# Naudhiz
Naudiz (ook wel Naudhiz of Nauthiz) is de tiende rune van het oude futhark. De klank is 'N'. Naudiz is de tweede rune van de tweede Aett. De letterlijke betekenis is nood: schaarste en ontbering of behoefte.

## Karaktercodering
| Unicode Codepoint | U+16be                         |
| Unicode-Name      | RUNIC LETTER NAUDIZ NYD NAUD N |
| HTML              | &#5822;                        |